# دارينابارسين
دارينابارسين (الأسم التجاري دارفياس و زينابار) هو دواء لعلاج أنواع مختلفة من السرطان. وهو الزرنيخ- تحتوي على مشتق من الجلوتاثيون.
تتضمن آلية العمل دارينابارسين على تعطيل وظيفة الميتوكوندريا، وزيادة إنتاج أنواع الأكسجين التفاعلية، وتعديل مسارات نقل الإشارة داخل الخلايا، وبالتالي تحفيز توقف دورة الخلية و موت الخلايا المبرمج في الخلايا السرطانية.

## تاريخيا
تمت دراسة دارينابارسين والمركبات ذات الصلة لأول مرة في عام 1970 في جامعة تكساس إيه آند إم. لم يكن حتى عام 1998، عندما تم الإبلاغ عن وجود صلة بين المركبات العضوية العضوية واستخدامها المحتمل في العلاج الكيميائي للسرطان، بدأ الاهتمام بالدارينابارسين كدواء صيدلاني. تم ترخيص دارينابارسين لعلاج أورام زيوفارم ثم سولاسيا فارما لتطوير الأدوية.
تم منح دارينابارسين تسمية الدواء اليتيم في الولايات المتحدة وأوروبا كعلاج ل ليمفوما الخلايا التائية الطرفية (شركة الاتصالات الباكستانية).
في اليابان، تمت الموافقة على دارينابارسين ل بتكل الانتكاس أو الحرارية في يونيو 2022.